# Peso équatorien
Le peso équatorien est l'ancienne l'unité monétaire de l'Équateur jusqu'en 1884. Il a été remplacé par le sucre.

## Histoire
L'Équateur étant rattaché à l'Empire colonial espagnol jusqu'en 1822, y circule le réal. La pièce de 8 réaux (dite pièce de huit) alors en usage y était appelée par la population équatorienne « peso » (« poids », en français). 
Le 26 octobre 1831, le président Juan José Flores communique au Congrès de l'État équatorien la résolution d'établir une Casa de Moneda (hôtel central de la monnaie) dans la capitale, Quito. Le 8 novembre suivant, le Congrès dicte la première loi sur la Monnaie par laquelle n'est exigé aucune caractéristique particulière, mais le type de monnaie à frapper devra être semblable à celles frappées à Popayán en Colombie. La Casa de Moneda commence à fabriquer la monnaie deux ans plus tard. Pendant ce temps continue la pénurie de monnaie, l'introduction de monnaies étrangères et les falsifications.
Par la suite, le président Flores établit un nouveau décret dans lequel il détermine la monnaie à frapper et son taux : celui-ci indiquait de frapper des escudos d'or, des pesetas et des medios reales d'argent. Au revers de celles d'argent étaient gravées les armoiries de la Colombie et la phrase « El Ecuador En Colombia », au revers de celles d'or était gravé le buste d'une Amérindienne.
Le réal équatorien est au départ à parité avec le réal espagnol. 16 réaux d'argent équivalaient à une pièce de 8 escudos en or.
En 1856, la monnaie fut amarrée au franc français, selon un taux de change fixe de 1 peso = 5 francs (25 g d'argent). Depuis 1862, une monnaie papier a été émise, libellée en réaux et en pesos. Le peso a été formellement adopté comme la monnaie de l'Équateur en 1871, en remplacement du réal à un taux de 1 peso = 8 réaux. La nouvelle unité monétaire se subdivisait en 100 centavos. En 1884, le peso est remplacé par le sucre au pair (un pour un).

## Billets  de banque
Le papier monnaie a été émis seulement par des banques privées. La Banco Particular de Descuento y Circulación de Guayaquil a émis des billets entre 1862 et 1866 selon des dénominations en 2 et 4 réaux, 1, 5, 10, 20, 50 et 100 pesos. La Banco del Ecuador a fait de même, dans des dénominations de 2 et 4 réaux, 1, 4, 5 et 10 pesos, entre 1868 et 1887. Quelques billets de 1 et 5 pesos ont été imprimés plus tard pour usage de 80 centavos de sucre et 4 sucres, en raison d'un taux de conversion de 5 peso = 4 sucres pour les billets de cette banque.
La Banco de Descuento y Circulación a imprimé des billets de 4 réaux, 1, 4, 5, 10 et 20 pesos pendant le décennie de 1860, alors que la Banco Nacional  a émis des billets dans le décennie de 1870 avec des dénominations de 2, 4 réaux, 1, 5, 10, 20 et 100 pesos. La Banco de Quito  a émis des billets dans des dénominations de 2 réaux, 1, 5, 10, 20 et 100 pesos entre 1874 et 1880, la Banco de la Unión a émis des billets entre 1882 et 1893 dans des dénominations de 1, 5, 10, 20 et 100 pesos, et la Banco Anglo-Ecuatoriano en 1884 a publié des billets en 1, 5 et 10 pesos.

## Pièces de monnaie
Des pièces ont été frappées seulement entre 1871 et 1884 ; elles avaient des valeurs de 1 et 2 centavos, en cupronickel, par l'atelier de Heaton à Birmingham. Ces monnaies continuèrent à circuler après que le sucre a été adopté.